# Vilsbiburg
Vilsbiburg est une ville de Bavière (Allemagne), située dans l'arrondissement de Landshut, dans le district de Basse-Bavière.

## Jumelages
- Buja (Italie)